# Josephine Kulea
Josephine Kulea (Samburu, 1984) es una defensora de los derechos de las mujeres de Kenia. Rescatada de la mutilación genital femenina y el matrimonio forzado cuando era niña, desde entonces creó la Fundación Samburu Girls, que ha salvado a más de 1 000 niñas de prácticas similares.

## Biografía
Josephine Kulea creció entre los samburu en Kenia. El condado de Samburu tiene una tradición de "abalorios", por la cual los parientes masculinos les dan a las niñas collares de cuentas, las obligan a someterse a la mutilación genital femenina (MGF) y luego pueden tener relaciones sexuales con ellas. Cualquier niño nacido de estos arreglos es asesinado después del nacimiento. Kulea fue salvada de esta práctica y de un matrimonio infantil por un sacerdote local, y enviada a un internado en Meru, con la bendición de sus padres.  Después de que su padre murió dos años después, sus tíos quisieron obligarla a casarse, pero su madre se negó y se aseguró de que se quedara en la escuela. Kulea asistió a una escuela secundaria interna y a la Escuela de Enfermería Mathari Consolata en Nyeri.
Después de graduarse como enfermera, Kulea rechazó un matrimonio arreglado con un hombre de negocios. Su formación en enfermería le enseñó que la mutilación genital femenina no era una práctica habitual, y que su uso en Samburu no estaba de acuerdo con la situación en otras comunidades. Kulea recibió fondos en 2008 para ayudarla a rescatar a otras niñas de Samuru, Laikipia e Isiolo. Uno de los primeros rescates que realizó fue de sus dos primos, uno de los cuales se casó a los 10 años, y luego su hermana, que a los 7 años, había sido reemplazada. Se las arregló para arrestar a sus tíos, que estaban detrás de la práctica (la mutilación genital femenina y el matrimonio infantil se ilegalizaron en Kenia en 2011). 
Kulea fundó la Fundación Samburu Girls en 2012, y en septiembre de ese año había rescatado a 56 niñas y ayudó a organizar su educación secundaria. Además, trece de los bebés de las niñas habían sido colocados en hogares de niños. Kulea trabaja junto a la policía y la esposa de Samburu West MP Simeon Lesrima.  Ella confía en una red de informantes que le señalan cuando se están llevando a cabo prácticas ilegales. También presenta un programa de radio para crear conciencia sobre las prácticas ilegales e informar a las personas sobre su fundación.  A finales de 2016, se dice que salvó a más de 1 000 niñas de la mutilación genital femenina y el matrimonio forzado.
A Kulea y a la fundación se les oponen algunos políticos e iglesias, que temen perder votos o miembros, y han sido objeto de amenazas y maldiciones por parte de los ancianos de la comunidad. Su cita favorita es: “Cuando educas a un hombre, educas a un individuo. Cuando educas a una mujer, educas a una nación ” de James Emman Kwegyir Aggrey.